# Казарман
Казарман (кирг. Казарман) — адміністративний центр Тогуз-Тороуського району Джалал-Абадської області Киргизстану, що розташований на річці Нарин.
Населений пункт відрізаний від цивілізації взимку, під час сильних снігопадів.
Є аеропорт, але за даними на початок 2008 року не обслуговує жодного рейсу.
Село є місцем відвідування для експедиції петрогліфів Саймалуу Таш, місце, яке з себе представляє скупчення наскельних зображень, вибитих на базальтових брилах.

## Відомі люди
- Бакієв Максим Курманбекович — киргизький державний діяч, бізнесмен.  Закінчив школу в Казармані
- Ешимканов Меліс Асаналієвич — киргизький громадський діяч, журналіст.  Народився в Казармані